# Характер
 Тази статия е за понятието в психологията.  За филма вижте Характер (филм).  
Характерът или още характеровата структура е система от относително постоянни мотивиращи и други черти, които са изразени по специфичен начин в действието на индивида, свързвайки го с другите, и реагирайки им. Също така реагирайки на различни видове стимули и средата, които го водят до нормалната или продуктивна характерова структура. Връзката характер-личност и характер-темперамент е сложна, но може да се обобщи по следния начин. Характерът представлява нещо като структура посредник между вътрешния свят (душата) на личността и външния свят (обществото). Що се отнася до характер-темперамент, то може да се каже, че темпераментът е черта на личността, която е вродена. Още от самото раждане детето има заложен темперамент, който се изразява в различни действия (като сукане, спане, възбудимост на нервната система и така нататък). Характерът от своя страна не е изцяло вроден, той зависи от наследствеността, предразположението, в даден смисъл и от темперамента, но в същото време той се формира през целия живот на човека. Според класическата психоаналитична традиция характерът може вследствие на травма (или непродуктивно развитие) да се фиксира на даден етап от развитието, при което говорим за анален характер, орално-садистичен характер, орално-рецептивен характер и така нататък (виж Психосексуално развитие).

## Понятието характер в психоанализата

### Фройд
Първата книга на Фройд относно характера описва аналния характер, който съдържа черти като упорство, стиснатост и изключителна чистота: „Хората, които бих искал да опиша, се открояват с това, че като правило в техния характер се откриват следните три черти: те са много прилежни, пестеливи и упорити. Всяко от тези неща вече само по себе си се отнася към цял ред или неголяма група черти от характера, които се намират в тясно отношение една към друга“. Фройд също описва еротичния характер като обичащ и зависим. И нарцистичния като роден лидер, агресивен и независим, защото не е интернализирал силен Свръх-аз.

### Фром
Ерих Фром дава следното определение за характер: „Характерът в динамичния смисъл на думата на аналитичната психология е специфична форма, в която човешката енергия намира израз посредством динамична адаптация на човешките потребности към конкретен начин на живот на дадено общество“. И още: „Характерът на човека може да се разглежда като заместител на инстинктивния апарат на животните. Веднага щом енергията се канализира по определен начин, тогава поведението се осъществява от индивида „в точно съответствие с характера… той позволява на съответния човек да действа по-малко последователно и го освобождава от бремето на необходимостта всеки път да обмисля наново своите решения. По този начин да достигне определена степен на съвместимост между вътрешния си свят и външната среда“. Ерих Фром разграничава четири вида характерови ориентации, които могат едновременно да са индивидуални и социални характери – експлоататорски, рецептивен, скъпернически и пазарен характер.

### Други психоаналитици
Според Фенихел характерът е „привичен способ за приспособяване на егото към външния свят, към ид-а и супер-егото, а също и специфичен тип съчетание на тези приспособявания едно към друго“, Абрахам от своя страна дава следното определение: „Съвкупността от реакции на човека на неговото социално обкръжение“. Определенията на Хартман и Бингълхоул са съответно: „Още ред функции, които приписваме на егото се явяват тези, които наричаме характер на човека“ и „Структурата на характера може да бъде осмислена като организация на потребностите и емоциите вътре във всеки човек, приспособявайки го за адекватна реакция на основните социални ценности на групите“.